# Stefan Kessissoglou
Stefan Kessissoglou (geboren 1987 in Köln) ist ein deutscher Regisseur, Produzent, Autor, Kameramann und Videodesigner.

## Leben und Werk
Seit 2009 studiert Kessissoglou Regie an der Deutschen Film- und Fernsehakademie Berlin. Auch wirkt er als freier Filmemacher und Autor. Als Kameramann hat er an mehreren Inszenierungen von Katie Mitchell mitgewirkt.
2016 legte er den Dokumentarfilm The Burden of Proof vor (33 min.) Der Film erzählt die Geschichten zweier Asylwerber, die um ihre Version der Wahrheit kämpfen.

## Auszeichnungen
| Jahr | Festival                                  | Preis                            | Kategorie                                               | Film                | Ergebnis  |
| ---- | ----------------------------------------- | -------------------------------- | ------------------------------------------------------- | ------------------- | --------- |
| 2016 | Krakow Film Festival                      | FIPRESCI Prize                   | Best Documentary                                        | The Burden of Proof | Nominiert |
| 2016 | Krakow Film Festival                      | Audience Award                   | International Competition                               | The Burden of Proof | Nominiert |
| 2016 | Krakow Film Festival                      | Dragon of Dragons Honorary Award | Extraordinary Achievement in the Documentary Film Genre | The Burden of Proof | Nominiert |
| 2016 | Krakow Film Festival                      | Golden Horn                      | Best Medium-Length Documentary                          | The Burden of Proof | Nominiert |
| 2016 | Krakow Film Festival                      | Silver Horn                      | Best Medium-Length Documentary                          | The Burden of Proof | Nominiert |
| 2016 | Docudays UA                               | Docu/Short                       | Best Short Film                                         | The Burden of Proof | Nominiert |
| 2016 | Hamburg International Short Film Festival | Arte Short Film Award            | Best Short Film                                         | The Burden of Proof | Nominiert |
| 2016 | Hamburg International Short Film Festival | Jury Award                       | German Competition                                      | The Burden of Proof | Nominiert |

## Theaterproduktionen von Katie Mitchell
- 2008 Wunschkonzert – Schauspiel Köln, im Folgejahr auch beim Berliner Theatertreffen[3]
- 2010 Fräulein Julie –  Schaubühne am Lehniner Platz, Berlin[4]
- 2013 Die gelbe Tapete –  Schaubühne am Lehniner Platz, Berlin[5]
- 2014 Wunschloses Unglück – Burgtheater Wien (Kasino am Schwarzenbergplatz)[6]
- 2014 Forbidden Zone – Salzburger Festspiele, danach auch an der Schaubühne am Lehniner Platz, Berlin[7]
- 2016 Schatten (Eurydike sagt) – Schaubühne am Lehniner Platz, Berlin[8]